# NGC 1003
NGC 1003 је спирална галаксија у сазвежђу Персеј која се налази на NGC листи објеката дубоког неба.
Деклинација објекта је + 40° 52' 22" а ректасцензија 2h 39m 16,6s. Привидна величина (магнитуда) објекта NGC 1003 износи 11,3 а фотографска магнитуда 12,0. Налази се на удаљености од 11,500 милиона парсека од Сунца. NGC 1003 је још познат и под ознакама UGC 2137, MCG 7-6-51, CGCG 539-70, IRAS 02360+4039, PGC 10052.